# Кастел Сан Ђимињано
Кастел Сан Ђимињано је насеље у Италији у округу Сијена, региону Тоскана.
Према процени из 2011. у насељу је живело 149 становника. Насеље се налази на надморској висини од 368 м.